# Tracteur Kullervo

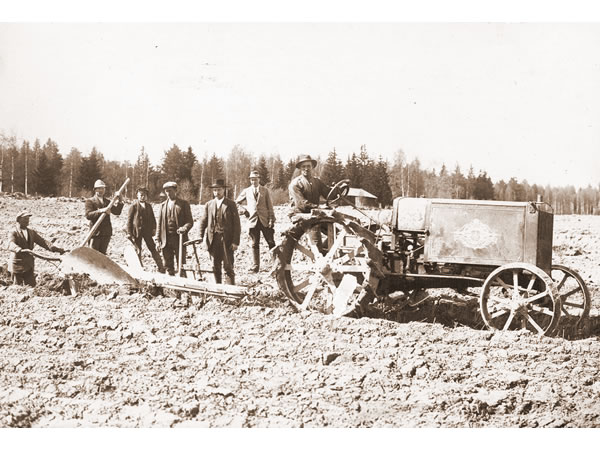
Tracteur Kullervo en Pekkala manoir, Ruovesi, Finlande.

Le Kullervo est un tracteur finlandais produit entre 1918 et 1924. Il avait un moteur à quatre cylindres de 7,4 litre avec une puissance de 30 ch et sa masse était 2 200 kg. Il avait une transmission fermée, comme le Fordson Modèle F et il était très moderne pour l'époque. Le nom Kullervo est celui d'un héros tragique de l'épopée nationale le Kalevala.
Le tracteur a été conçu par l'ingénieur Gusaf Wrede, qui avait étudié à Darmstadt en Allemagne. La production a eu lieu à l'usine sidérurgique à Aura (Auran Rautateollisuus). Le tracteur a été exporté vers plusieurs pays, dont la Russie.